# مسیه ۸۴
مسیه ۸۴(به انگلیسی: Messier 84) (یا M84 یا NGC 4374) کهکشان در صورت فلیکی دوشیزه است.